# Mon Crang
Mon Crang is een bestuurslaag in het regentschap Aceh Utara van de provincie Atjeh, Indonesië. Mon Crang telt 546 inwoners (volkstelling 2010).